# Дулькуфф
Дульку́фф (Ду-ль-Куфф) — невеликий острів в Червоному морі в архіпелазі Дахлак, належить Еритреї, адміністративно відноситься до району Дахлак регіону Семіен-Кей-Бахрі.

## Географія
Розташований на північний схід від острова Гаріб та північний захід від острова Дульбія. Має овальну форму, довжина острова 2,5 км, ширина до 1,5 км. На відміну від інших островів архіпелагу Дулькуфф не облямований піщаними мілинами та кораловими рифами.